# الشياضمة (البريكيين)
الشياضمة هي إحدى مشيخات المملكة المغربية، تتبع جغرافيا لإقليم الرحامنة وإداريًا لالبريكيين. يقدر عدد سكانها بـ 4435 نسمة حسب الإحصاء الرسمي للسكان والسكنى لسنة 2004.